# Romy Tarangul
Romy Tarangul (Fráncfort del Óder, 19 de octubre de 1987) es una deportista alemana, de origen rumana, que compitió en judo. Ganó una medalla de bronce en el Campeonato Mundial de Judo de 2009 y dos medallas en el Campeonato Europeo de Judo, plata en 2008 y bronce en 2012.

## Palmarés internacional
| Campeonato Mundial | Campeonato Mundial      | Campeonato Mundial | Campeonato Mundial |
| Año                | Lugar                   | Medalla            | Categoría          |
| ------------------ | ----------------------- | ------------------ | ------------------ |
| 2009               | Róterdam (Países Bajos) | Medalla de bronce  | –52 kg             |
| Campeonato Europeo |                         |                    |                    |
| Año                | Lugar                   | Medalla            | Categoría          |
| 2008               | Lisboa (Portugal)       | Medalla de plata   | –52 kg             |
| 2012               | Cheliábinsk (Rusia)     | Medalla de bronce  | –52 kg             |